# Gülbahar Hatun
Emine Gülbahar Mükrime Hatun (Albanië - Istanbul, 1492) was van 1481 tot 1492 Valide hatun van het Ottomaanse Rijk. Ze maakte onderdeel uit van het harem van sultan Mehmet II en was de moeder van sultan Bayezid II.

## Biografie
Gülbahar Hatun was binnen het Ottomaanse Rijk een christelijke slavin. De meeste bronnen spreken over een Albanese afkomst. Een theorie is dat ze een van dochter was van de Albanese prins Gjergj Arianiti en zijn gemalin Maria Muzaka. Arianiti werd tijdens de opstand tegen de Ottomanen enige tijd gevangen gehouden tijdens de heerschappij van sultan Mehmet II.
Gülbahar Hatun trad in 1446 toe tot de harem van Mehmet II. Na de kroning van Mehmet II tot sultan in 1451 volgde ze hem naar de zetel in Edirne. Ze kregen minstens twee kinderen: zoon Bayezid II (van 1481 tot 1512 sultan van
het Ottomaanse Rijk) en dochter Gevherhan Hatun.
Gülbahar Hatun stierf in 1492. Ze ligt begraven in de Fatih-moskee in Istanbul.